# Ryder Cup 2008
Ryder Cup 2008 var den 37. udgave af Ryder Cup, som er en holdkonkurrence i golf mellem USA og Europa. Turneringen foregik fra den 19. til den 21. september 2008 på Valhalla Golf Club i Louisville, Kentucky, USA. USA vandt turneringen med 16½ – 11½ og sluttede dermed den europæiske sejrsrække på 3 sejre. Sejren til USA var den første siden 1999, den sejrsmarginen på 5 point var den største amerikanske sejrsmargin siden Ryder Cup 1981, hvor USA vandt med 9 point.

## Holdene
| Ryder Cup 2008 | USA                                     | Europa               |
| -------------- | --------------------------------------- | -------------------- |
| Holdkaptajner  | Paul Azinger                            | Nick Faldo           |
| Vicekaptajner  | Olin Browne Raymond Floyd Dave Stockton | José Maria Olazábal  |
| Spillere       | Phil Mickelson                          | Paul Casey           |
| Spillere       | Stewart Cink                            | Sergio García        |
| Spillere       | Kenny Perry                             | Søren Hansen         |
| Spillere       | Jim Furyk                               | Padraig Harrington   |
| Spillere       | Anthony Kim                             | Miguel Angel Jiménez |
| Spillere       | Justin Leonard                          | Robert Karlsson      |
| Spillere       | Ben Curtis                              | Graeme McDowell      |
| Spillere       | Boo Weekley                             | Ian Poulter          |
| Spillere       | Chad Campbell                           | Justin Rose          |
| Spillere       | J.B. Holmes                             | Henrik Stenson       |
| Spillere       | Hunter Mahan                            | Lee Westwood         |
| Spillere       | Steve Stricker                          | Oliver Wilson        |

## Resultater

### Fredag, foursomes
| Match | USA                         | Europa                             | Vinder | Resultat | Detaljer |
| ----- | --------------------------- | ---------------------------------- | ------ | -------- | -------- |
| 1     | Phil Mickelson Anthony Kim  | Padraig Harrington Robert Karlsson | Delt   | A/S      | Detaljer |
| 2     | Justin Leonard Hunter Mahan | Henrik Stenson Paul Casey          | USA    | 3 & 2    | Detaljer |
| 3     | Stewart Cink Chad Campbell  | Justin Rose Ian Poulter            | USA    | 1 hul    | Detaljer |
| 4     | Kenny Perry Jim Furyk       | Lee Westwood Sergio García         | Delt   | A/S      | Detaljer |
| Fredag, foursomes | USA | 3 – 1 | Europa |
| Samlet stilling   | USA | 3 – 1 | Europa |

### Fredag, fourballs
| Match | USA                         | Europa                             | Vinder | Resultat | Detaljer |
| ----- | --------------------------- | ---------------------------------- | ------ | -------- | -------- |
| 1     | Phil Mickelson Anthony Kim  | Padraig Harrington Graeme McDowell | USA    | 2 huller | Detaljer |
| 2     | Steve Stricker Ben Curtis   | Ian Poulter Justin Rose            | Europa | 4 & 2    | Detaljer |
| 3     | Justin Leonard Hunter Mahan | Sergio García Miguel Angel Jiménez | USA    | 4 & 3    | Detaljer |
| 4     | J.B. Holmes Boo Weekley     | Lee Westwood Søren Hansen          | Delt   | A/S      | Detaljer |
| Fredag, fourballs | USA | 2½ – 1½ | Europa |
| Samlet stilling   | USA | 5½ – 2½ | Europa |

### Lørdag, foursomes
| Match | USA                         | Europa                               | Vinder | Resultat | Detaljer |
| ----- | --------------------------- | ------------------------------------ | ------ | -------- | -------- |
| 1     | Stewart Cink Chad Campbell  | Ian Poulter Justin Rose              | Europa | 4 & 3    | Detaljer |
| 2     | Justin Leonard Hunter Mahan | Miguel Ángel Jiménez Graeme McDowell | Delt   | A/S      | Detaljer |
| 3     | Phil Mickelson Anthony Kim  | Henrik Stenson Oliver Wilson         | Europa | 2 & 1    | Detaljer |
| 4     | Jim Furyk Kenny Perry       | Padraig Harrington Robert Karlsson   | USA    | 3 & 1    | Detaljer |
| Lørdag, foursomes | USA | 1½ – 2½ | Europa |
| Samlet stilling   | USA | 7 – 5   | Europa |

### Lørdag, fourballs
| Match | USA                         | Europa                         | Vinder | Resultat | Detaljer |
| ----- | --------------------------- | ------------------------------ | ------ | -------- | -------- |
| 1     | Boo Weekley J.B. Holmes     | Lee Westwood Søren Hansen      | USA    | 2 & 1    | Detaljer |
| 2     | Ben Curtis Steve Stricker   | Sergio García Paul Casey       | Delt   | A/S      | Detaljer |
| 3     | Kenny Perry Jim Furyk       | Ian Poulter Graeme McDowell    | Europa | 1 hul    | Detaljer |
| 4     | Phil Mickelson Hunter Mahan | Henrik Stenson Robert Karlsson | Delt   | A/S      | Detaljer |
| Lørdag, fourballs | USA | 2 – 2 | Europa |
| Samlet stilling   | USA | 9 – 7 | Europa |

### Søndag, singles
| Match | USA            | Europa               | Vinder | Resultat | Detaljer |
| ----- | -------------- | -------------------- | ------ | -------- | -------- |
| 1     | Anthony Kim    | Sergio García        | USA    | 5 & 4    | Detaljer |
| 2     | Hunter Mahan   | Paul Casey           | Delt   | A/S      | Detaljer |
| 3     | Justin Leonard | Robert Karlsson      | Europa | 5 & 3    | Detaljer |
| 4     | Phil Mickelson | Justin Rose          | Europa | 3 & 2    | Detaljer |
| 5     | Kenny Perry    | Henrik Stenson       | USA    | 3 & 2    | Detaljer |
| 6     | Boo Weekley    | Oliver Wilson        | USA    | 4 & 2    | Detaljer |
| 7     | J.B. Holmes    | Søren Hansen         | USA    | 2 & 1    | Detaljer |
| 8     | Jim Furyk      | Miguel Ángel Jiménez | USA    | 2 & 1    | Detaljer |
| 9     | Stewart Cink   | Graeme McDowell      | Europa | 2 & 1    | Detaljer |
| 10    | Steve Stricker | Ian Poulter          | Europa | 3 & 2    | Detaljer |
| 11    | Ben Curtis     | Lee Westwood         | USA    | 2 & 1    | Detaljer |
| 12    | Chad Campbell  | Padraig Harrington   | USA    | 2 & 1    | Detaljer |
| Singles      | USA | 7½ – 4½   | Europa |
| Slutresultat | USA | 16½ – 11½ | Europa |